# Ectropis contradicta
Ectropis contradicta là một loài bướm đêm trong họ Geometridae.